# Palliduphantes carusoi
Palliduphantes carusoi es una especie de araña tejedora de sábana perteneciente al género Palliduphantes, categorizada en el grupo Araneomorphae, orden Araneae.
Fue descrita por Paolo Marcello Brignoli en 1979. La especie aparece registrada y publicada en una sección de Ragni d'Italia XXXII. Specie cavernicole di Sicilia (Araneae). Animalia. 5: 273-286 de 1979.
La longitud del cuerpo del macho mide 1,97 mm y el de la hembra 2,36 mm. En el macho, el prosoma y las patas presentan una coloración naranja amarillenta.

## Distribución
Se distribuye por Europa, en Italia (Sicilia).